# Уэст-Честер (Пенсильвания)
Не следует путать с городом Честер.
Уэст-Честер (англ. West Chester) — боро в штате Пенсильвания (США). Административный центр округа Честер. В 2010 году в боро проживали 18 461 человек.
В Уэст-Честере находится университет Уэст-Честера. Боро — местный торговый центр лёгкой промышленности.

## Географическое положение

Боро Уэст-Честер на карте округа

Боро расположено в округе Честер в 43 км к западу от Филадельфии. По данным Бюро переписи населения США Уэст-Честер имеет площадь 4,78 квадратных километра.

## История
Населённый пункт был основан в начале XVIII века. Во время американской революции в 11 км от Уэст-Честера прошло сражение при Брендивайне. В 1871 году был основан университет Уэст-Честера.

## Население
| Год переписи | Нас.  |  | %±     |
| ------------ | ----- |  | ------ |
| 1800         | 374   |  | —      |
| 1810         | 471   |  | 25,9%  |
| 1820         | 552   |  | 17,2%  |
| 1830         | 1258  |  | 127,9% |
| 1840         | 2152  |  | 71,1%  |
| 1850         | 3172  |  | 47,4%  |
| 1860         | 4757  |  | 50%    |
| 1870         | 5630  |  | 18,4%  |
| 1880         | 7046  |  | 25,2%  |
| 1890         | 8028  |  | 13,9%  |
| 1900         | 9524  |  | 18,6%  |
| 1910         | 11767 |  | 23,6%  |
| 1920         | 11717 |  | −0,4%  |
| 1930         | 12325 |  | 5,2%   |
| 1940         | 13289 |  | 7,8%   |
| 1950         | 15168 |  | 14,1%  |
| 1960         | 15705 |  | 3,5%   |
| 1970         | 19301 |  | 22,9%  |
| 1980         | 17435 |  | −9,7%  |
| 1990         | 18041 |  | 3,5%   |
| 2000         | 17861 |  | −1%    |
| 2010         | 18461 |  | 3,4%   |
| 2016         | 19928 |  | 7,9%   |

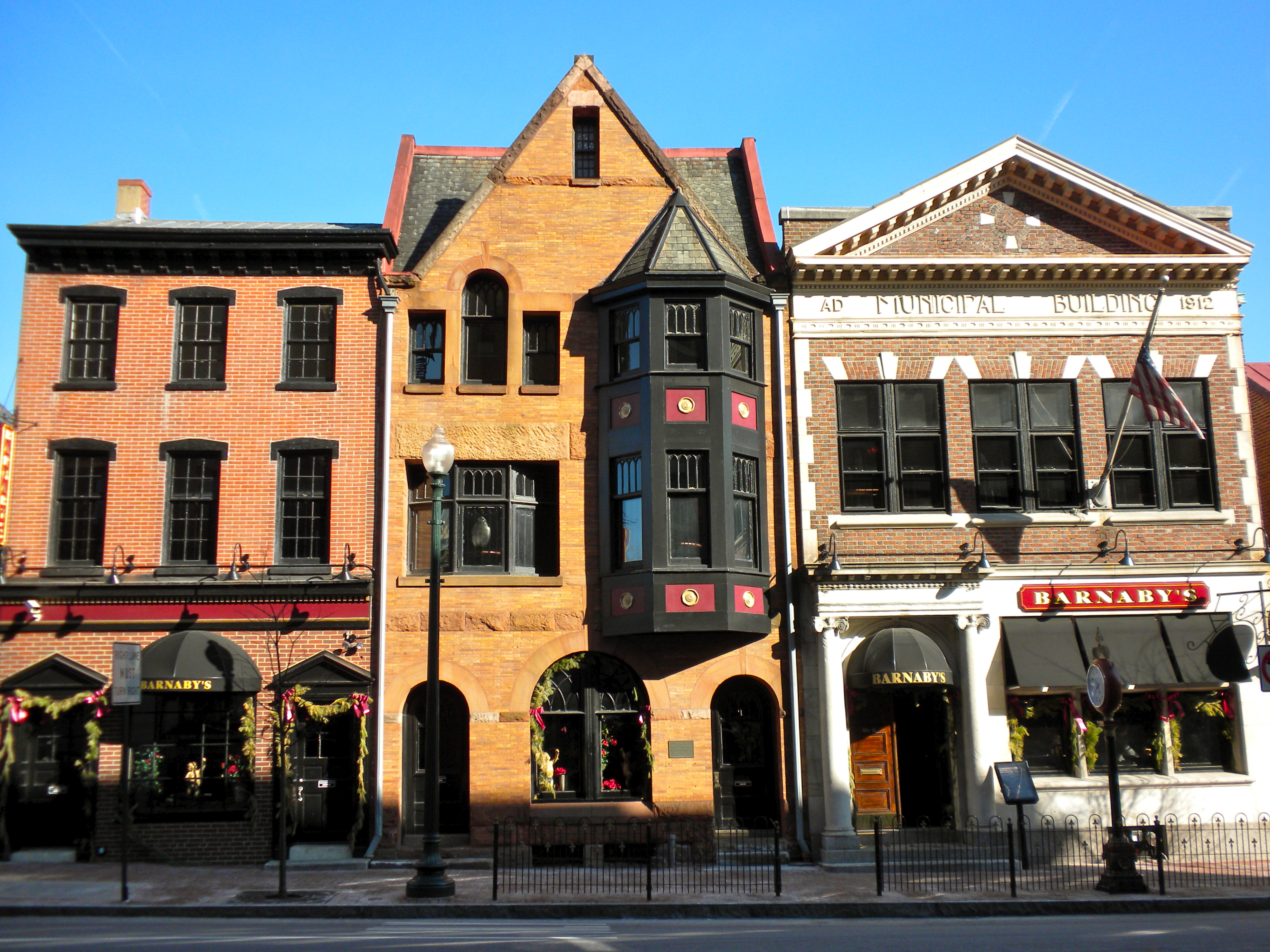
Здания Уэст-Честера

По данным переписи 2010 года население Уэст-Честера составлял 18 461 человек (из них 48,3 % мужчин и 51,7 % женщин), в городе было 6335 домашних хозяйств и 2403 семей. На территории города было расположено 6762 постройки со средней плотностью 1414 построек на один квадратный километр суши. Расовый состав: белые — 78,7 %, негры — 12,1 %, азиаты — 1,4 %, индейцы — 0,2 %. 13,4 % имеют латиноамериканское происхождение.
Население города по возрастному диапазону по данным переписи 2010 года распределилось следующим образом: 11,9 % — жители младше 18 лет, 23,3 % — между 18 и 21 годами, 57,1 % — от 21 до 65 лет и 7,7 % — в возрасте 65 лет и старше. Средний возраст населения — 23,9 лет. На каждые 100 женщин в Уэст-Честере приходилось 93,5 мужчин, при этом на 100 совершеннолетних женщин приходилось уже 92,3 мужчин сопоставимого возраста.
Из 6335 домашних хозяйств 37,9 % представляли собой семьи: 24,2 % совместно проживающих супружеских пар (10,1 % с детьми младше 18 лет); 9,7 % — женщины, проживающие без мужей и 4,1 % — мужчины, проживающие без жён. 62,1 % не имели семьи. В среднем домашнее хозяйство ведут 2,32 человека, а средний размер семьи — 3,04 человека. В одиночестве проживали 35,0 % населения, 8,3 % составляли одинокие пожилые люди (старше 65 лет).

## Экономика
В 2016 году из 17 640 человека старше 16 лет имели работу 11 292. При этом мужчины имели медианный доход в 51 909 долларов США в год против 42 301 долларов среднегодового дохода у женщин. В 2014 году медианный доход на семью оценивался в 87 847 $, на домашнее хозяйство — в 50 853 $. Доход на душу населения — 27 709 $ в год. 9,4 % от всего числа семей в Уэст-Честере и 28,4 % от всей численности населения находилось на момент переписи за чертой бедности.